# Pipturus mollissimus
Pipturus mollissimus är en nässelväxtart som först beskrevs av Carl Ludwig von Blume, och fick sitt nu gällande namn av Hugh Algernon Weddell. Pipturus mollissimus ingår i släktet Pipturus och familjen nässelväxter. Inga underarter finns listade i Catalogue of Life.